# Conteville (Seine-Maritime)
Conteville (Niederländisch: 's-Gravenhoeve) ist eine französische Gemeinde mit 504 Einwohnern (Stand 1. Januar 2022) im Département Seine-Maritime in der Region Normandie (vor 2016 Haute-Normandie). Sie gehört zum Arrondissement Dieppe und zum Kanton Gournay-en-Bray (bis 2015 Kanton Aumale). Die Einwohner werden Contevillais genannt.

## Geographie
Conteville liegt an der Kreuzung der Départementsstraßen D9 und D36 rund 58 Kilometer südöstlich von Dieppe im Pays de Bray. Umgeben wird Conteville von den Nachbargemeinden Beaussault im Westen, Criquiers im Südosten, Flamets-Frétils im Nordwesten, Gaillefontaine im Südwesten und Süden, Haudricourt im Nordosten sowie Ronchois im Norden.

## Bevölkerungsentwicklung
| Jahr      | 1962 | 1968 | 1975 | 1982 | 1990 | 1999 | 2007 | 2015 |
| Einwohner | 543  | 504  | 447  | 401  | 460  | 454  | 472  | 501  |

## Sehenswürdigkeiten

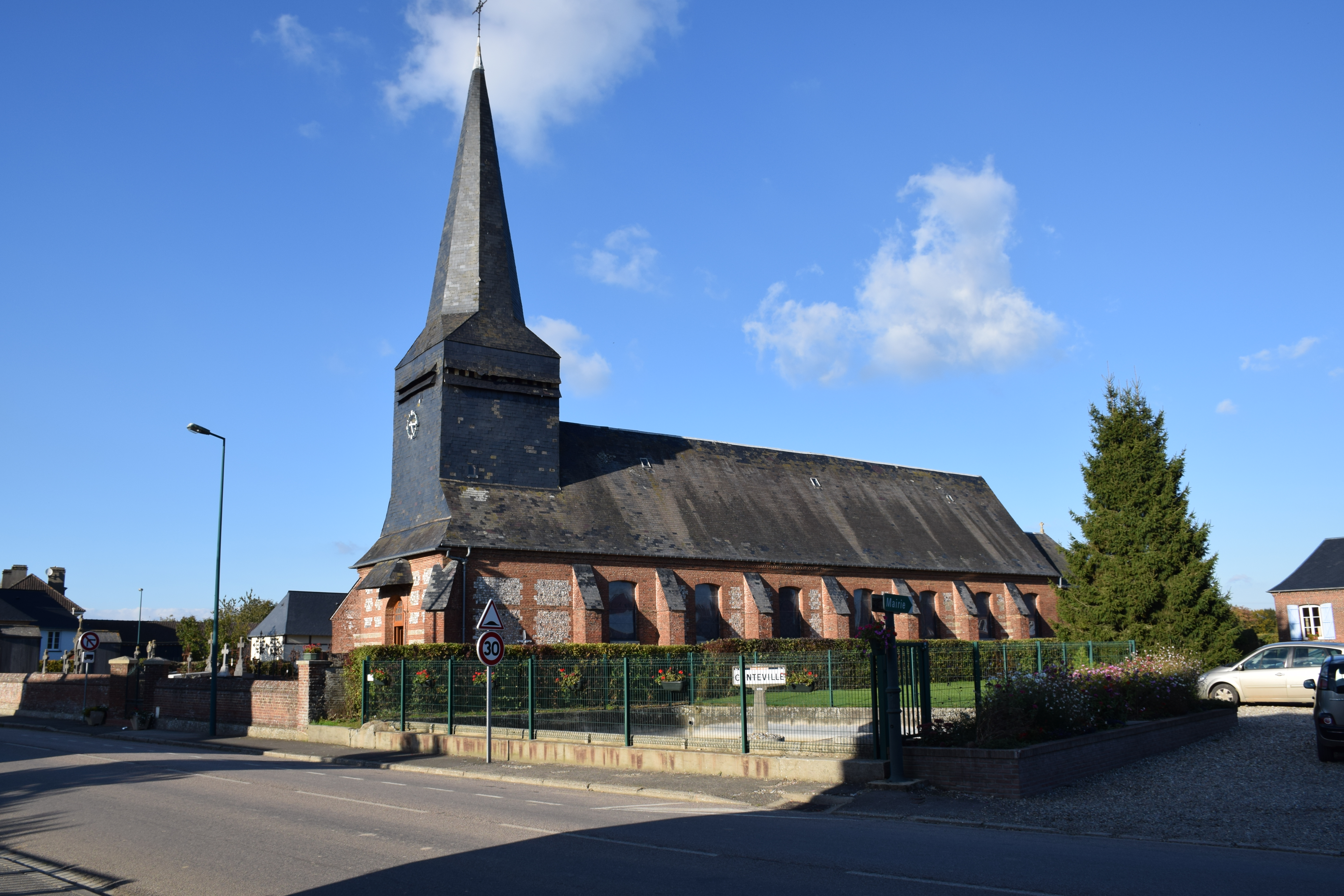
Kirche Saint-Nicolas

- Kirche Saint-Nicolas aus dem 18. Jahrhundert
- Kapelle Dieu-de-Pitié